# Tsurushima Noa
Tsurushima Noa (鶴嶋乃愛; sinh ngày 24 tháng 5 năm 2001) là một người mẫu và diễn viên Nhật Bản.

## Tiểu sử
Tsurushima sinh ra ở tỉnh Kōchi, Nhật Bản vào ngày 24 tháng 5 năm 2001.

## Phim đã đóng

### Phim truyền hình
| Năm  | Tên tiếng Anh        | Tiêu đề ban đầu   | Vai trò | Ghi chú |
| ---- | -------------------- | ----------------- | ------- | ------- |
| 2019 | Kamen Rider Zero-One | 面 ラ ゼ ロ ワ ン | Is, As  |         |

Phim điện ảnh
| Năm  | Tên Tiếng Anh                           | Tiêu đề ban đầu                                    | Vai trò |
| ---- | --------------------------------------- | -------------------------------------------------- | ------- |
| 2019 | Kamen Rider: Reiwa The First Generation | 仮面ライダー 令和 ザ・ファースト・ジェネレーション | Is      |
| 2020 | Kamen Rider Zero-One REALxTIME          | 劇場版 仮面ライダーゼロワン REAL×TIME              | Is, As  |
| 2021 | Kamen Rider Metsuboujinrai              | マスブレインシステム                               | As      |